# Khor Al Amaya Oil Terminal

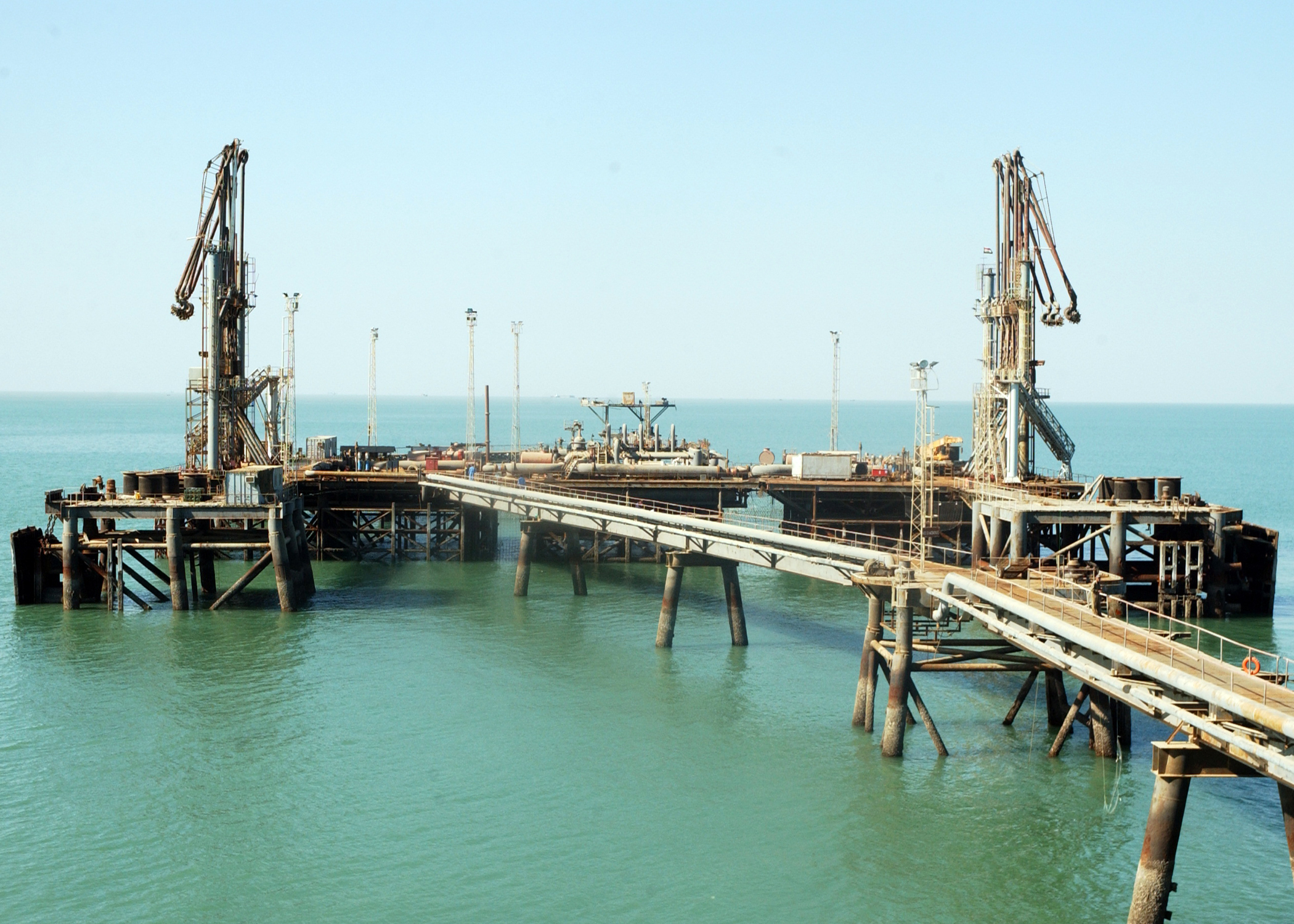
Il terminale petrolifero di Khor Al Amaya l'11 novembre 2005

Khor Al Amaya Oil Terminal (arabo: ميناء خور العمية النفطي; letteralmente porto petrolifero di Khor Al Amaya) è un porto petrolifero iracheno che si trova a sud-est della penisola di al-Fāw, nel Golfo Persico. Il terminale petrolifero di Khawr Al Amaya è comunemente indicato come "KAAOT" e, con il gemello Al Başrah Oil Terminal o "ABOT", dispone delle piattaforme da cui viene esportata la grande maggioranza del petrolio iracheno. Dalle due importantissime infrastrutture ABOT e KAAOT viene esportato l’85% circa del petrolio iracheno, contribuendo complessivamente al 90% del prodotto interno lordo.